# Amt Cleeberg
Das Amt Cleeberg war ein hessen-darmstädtisches und nassauisches Amt. Sitz des Amtes war Cleeberg.
Das Adelsgeschlecht der Grafen von Cleeberg starb 1219 in männlicher Linie aus. Die Herrschaft Cleeberg wurde Ganerbschaft der Herren von Nassau, Limburg, Eppstein und Westerburg. Später erwarben auch die Grafen von Katzenelnbogen und die Grafen von Solms Anteile. Der Dreißigjährige Krieg führte erneut zu einer Änderung der Eigentumsverhältnisse. Nun besaß Hessen-Darmstadt 2/3 der Herrschaft und Nassau-Weilburg ein Drittel.
Seit Beginn der Neuzeit wurde die Herrschaft als Amt Cleeberg in gemeinsamen Besitz von  Hessen-Darmstadt und Nassau-Weilburg geführt. Es bestand 1794 aus Cleeberg, Brandoberndorf, Ebersgöns und Obercleen.
1803 erhielt Nassau im Rahmen des Reichsdeputationshauptschlusses die hessischen Anteile des Amtes.
1810 erfolgte eine Neuorganisation der Ämter im Herzogtum Nassau. Ebersgöns und Oberkleen wurden aus dem Amt Cleeberg aus- und in das Amt Atzbach eingegliedert (Ebersgöns und Oberkleen kamen 1815 an Preußen). Im Gegenzug wurden das Amt Wehrheim und das Amt Kransberg dem Amt Cleeberg angegliedert. Der Sitz des neuen Amtes Cleeberg wurde nach Usingen verlegt.
Im März 1814 wurden das Amt Cleeberg und das Amt Usingen zusammengelegt und bildeten nun das Amt Usingen.

## Personen
- Franz Erhard Liebknecht, Justiz-Amtmann im Amt Cleeberg
- Wilhelm Ferdinand Emminghaus, 1812 Amtmann im Amt Cleeberg